# Archidiecezja Omaha

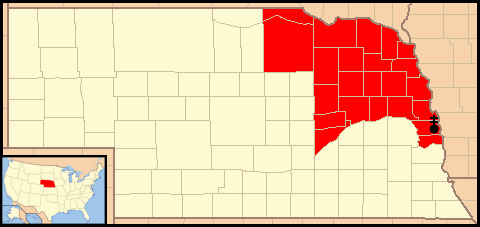
Mapa archidiecezji Omaha

Archidiecezja Omaha (łac. Archidioecesis Omahensis, ang. Archdiocese of Omaha) – rzymskokatolicka archidiecezja metropolitalna ze stolicą w Omaha, w stanie Nebraska, Stany Zjednoczone.
Katedrą metropolitarną jest katedra św. Cecylii w Omaha.
Archidiecezja jest w regionie IX (IA, KS, MO, NE) i obejmuje w całości stan Nebraska.

## Historia
Pierwszymi misjonarzami którzy przybyli do stanu Nebraska, około 1838 roku, byli księża jezuici. Od czasu do czasu odwiedzali Indian i wielu z nich zostało ochrzczonych.
Diecezja Omaha powstała 2 sierpnia 1885 roku, obejmując stany Nebraska i Wyoming. 10 sierpnia 1945 została podniesiona do rangi archidiecezji.

## Ordynariusze
- James O'Connor (1876–1891)
- Richard Scannell (1891–1916)
- Jeremiah James Harty (1916–1927)
- Joseph Francis Rummel (1928–1935)
- James Hugh Ryan (1935–1947)
- Gerald Thomas Bergan (1947–1969)
- Daniel E. Sheehan (1969–1993)
- Elden Curtiss (1993–2009)
- George Joseph Lucas (2009–2025)
- Michael McGovern (od 2025)